# قائمة النقود الورقية اليمنية
هذه قائمة النقود الورقية اليمنية وهي تشمل الإصدارات النقدية الورقية الصادرة في الجمهورية اليمنية من عام 1993 عند انتهاء التعامل بالريال اليمني الشمالي والدينار اليمني الجنوبي، واستبدالهما بالريال اليمني.

## الفئات

### 1 ريال
| الإصدار | الصورة   | الصورة  | اللون الأساسي | الوصف                | الوصف        |
| الإصدار | الأمامية | الخلفية | اللون الأساسي | الوجه الأمامي        | الوجه الخلفي |
| ------- | -------- | ------- | ------------- | -------------------- | ------------ |
| 1990    |          |         | أخضر          | جامع البكيرية، صنعاء | أشجار البن   |

### 5 ريال
| الإصدار | الصورة   | الصورة  | اللون الأساسي | الوصف                 | الوصف             |
| الإصدار | الأمامية | الخلفية | اللون الأساسي | الوجه الأمامي         | الوجه الخلفي      |
| ------- | -------- | ------- | ------------- | --------------------- | ----------------- |
| 1990    |          |         | أحمر          | مبنى في صنعاء القديمة | قلعة القاهرة، تعز |

### 10 ريال
| الإصدار   | الصورة   | الصورة  | اللون الأساسي | الوصف                | الوصف        |
| الإصدار   | الأمامية | الخلفية | اللون الأساسي | الوجه الأمامي        | الوجه الخلفي |
| --------- | -------- | ------- | ------------- | -------------------- | ------------ |
| 1990 1992 |          |         | سماوي أخضر    | جامع البكيرية، صنعاء | سد مأرب      |

### 20 ريال
| الإصدار | الصورة   | الصورة  | اللون الأساسي | الوصف         | الوصف         |
| الإصدار | الأمامية | الخلفية | اللون الأساسي | الوجه الأمامي | الوجه الخلفي  |
| ------- | -------- | ------- | ------------- | ------------- | ------------- |
| 1990    |          |         | رمادي بنفسجي  | تمثال         | صنعاء القديمة |
| 1995    |          |         | بني           | تمثال         | عدن           |

### 50 ريال
| الإصدار | الصورة   | الصورة  | اللون الأساسي | الوصف                   | الوصف              |
| الإصدار | الأمامية | الخلفية | اللون الأساسي | الوجه الأمامي           | الوجه الخلفي       |
| ------- | -------- | ------- | ------------- | ----------------------- | ------------------ |
| 2009    |          |         | أخضر زيتوني   | تمثال الملك كرب إيل وتر | مدينة شبام، حضرموت |

### 100 ريال
| الإصدار | الصورة   | الصورة  | اللون الأساسي | الوصف                  | الوصف            |
| الإصدار | الأمامية | الخلفية | اللون الأساسي | الوجه الأمامي          | الوجه الخلفي     |
| ------- | -------- | ------- | ------------- | ---------------------- | ---------------- |
| 1993    |          |         | أرجواني       | صهاريج عدن             | صنعاء            |
| 2018    |          |         | أحمر وأرجواني | شجرة دم الأخوين، سقطرى | المصاطب الزراعية |

### 200 ريال
| الإصدار | الصورة   | الصورة  | اللون الأساسي      | الوصف              | الوصف             |
| الإصدار | الأمامية | الخلفية | اللون الأساسي      | الوجه الأمامي      | الوجه الخلفي      |
| ------- | -------- | ------- | ------------------ | ------------------ | ----------------- |
| 1996    |          |         | أخضر               | تمثال من المرمر    | المكلا، حضرموت    |
| 2018    |          |         | ذهبي مائل للاخضرار | قلعة زبيد، الحديدة | محمية حوف، المهرة |

### 250 ريال
| الإصدار | الصورة   | الصورة  | اللون الأساسي | الوصف              | الوصف          |
| الإصدار | الأمامية | الخلفية | اللون الأساسي | الوجه الأمامي      | الوجه الخلفي   |
| ------- | -------- | ------- | ------------- | ------------------ | -------------- |
| 2009    |          |         | بني وأزرق     | جامع الصالح، صنعاء | المكلا، حضرموت |

### 500 ريال
| الإصدار | الصورة   | الصورة  | اللون الأساسي | الوصف                | الوصف              |
| الإصدار | الأمامية | الخلفية | اللون الأساسي | الوجه الأمامي        | الوجه الخلفي       |
| ------- | -------- | ------- | ------------- | -------------------- | ------------------ |
| 1997    |          |         | أزرق بنفسجي   | البنك المركزي، صنعاء | عرش بلقيس، مأرب    |
| 2001    |          |         | أزرق          | دار الحجر، صنعاء     | مسجد المحضار، تريم |
| 2007    |          |         | أزرق          | دار الحجر، صنعاء     | مسجد المحضار، تريم |
| 2017    |          |         | أزرق          | مسجد المحضار، تريم   | دار الحجر، صنعاء   |

### 1000 ريال
| الإصدار | الصورة   | الصورة  | اللون الأساسي | الوصف             | الوصف            |
| الإصدار | الأمامية | الخلفية | اللون الأساسي | الوجه الأمامي     | الوجه الخلفي     |
| ------- | -------- | ------- | ------------- | ----------------- | ---------------- |
| 1998    |          |         | أصفر وأخضر    | قصر سيئون، حضرموت | باب اليمن، صنعاء |
| 2004    |          |         | أصفر وأخضر    | قصر سيئون، حضرموت | باب اليمن، صنعاء |
| 2006    |          |         | أصفر وأخضر    | قصر سيئون، حضرموت | باب اليمن، صنعاء |
| 2009    |          |         | أصفر وأخضر    | قصر سيئون، حضرموت | باب اليمن، صنعاء |
| 2012    |          |         | أصفر وأخضر    | قصر سيئون، حضرموت | باب اليمن، صنعاء |
| 2017    |          |         | أصفر وأخضر    | قصر سيئون، حضرموت | باب اليمن، صنعاء |